# Sidney Grunberg
Sidney Grunberg is een Surinaams deejay en programmamaker voor Radio 10 Magic FM. In 2014 was hij een van de oprichters van Su Aid. In 2015 won hij als Best radio personality tijdens de uitreiking van de Owru Yari Awards.

## Biografie
Grunberg zat van  1996 tot 2001 op de Algemene Middelbare School en werd aansluitend dj voor Radio 10 Magic FM. Hier leerde hij het radiovak van Werner Duttenhofer. Hij is nog altijd actief als dj en programmamaker voor deze radiozender (stand 2021).
Hij is verder onder meer rond 2013/2015 actief als jurylid van de scholencompetitie Got Talent.
Geïnspireerd door het 30-jarige jubileum van Band Aid, richtte hij in 2014 samen met Asgar Koster en Giwani Zeggen Su Aid op om samen met Surinaamse artiesten geld in te zamelen voor goede doelen in eigen land. Aan het initiatief werd veel aandacht geschonken op Radio 10, STVS en SRS en het campagnelied Gi wan anu kwam binnen een maand op nummer 1 van de Surinaamse Top 40 terecht. Su Aid wordt sindsdien in de laatste maanden van elk jaar herhaald.
In 2015 werd hij uitgeroepen tot de Best radio personality tijdens de uitreiking van de Owru Yari Awards.